# Bidragskalkyl
Bidragskalkyl är en företagsekonomisk kalkyl som används för att till exempel räkna fram täckningsbidrag och nyckeltal. I kalkyleringsmodellen tas endast hänsyn till särkostnader, eller rörliga kostnader. 
Vid bidragskalkylering belastar man bara kalkylobjektet (produkten) med dess särkostnader. Skillnaden mellan produktens försäljningspris och dess särkostnader utgör produktens täckningsbidrag.
Täckningsbidraget visar hur mycket, det vill säga vilket bidrag, som produkten ger för att täcka företagets samkostnader och räcka till eventuell vinst. Bidragskalkylen lämpar sig för att räkna ut lönsamheten på en produkt, ett sortiment, en avdelning, ett säljdistrikt eller liknande.

## Översikt
Bidragskalkylen är en kalkylmodell inom produktkalkylering. Den kan exempelvis användas till att bedöma om en viss vara eller tjänst är lönsam att börja producera, för ett visst företag under givna förutsättningar. Det kan vara särskilt viktigt om ett företag har ledig kapacitet.
Bidragskalkyleringen sker i stort sett i tre steg:
1. Fastställande av särintäkt och särkostnad.
2. Beräkning av täckningsbidrag (TB).
3. Täckningsbidraget jämförs med samkostnader och lönsamhetskrav.

## Bidragskalkylens fördelar
Fördelen med bidragskalkylen är att man bortser från företagets samkostnader. Det bidrag som räknas fram kan jämföras med till exempel en annan produkts bidrag. I en valsituation är det därför mycket lätt att välja. Den produkt som ger det högsta täckningsbidraget väljs. 
Bidragsmetoden är enkel och snabb att arbeta med. I jämförelse med självkostnadskalkylering behöver inga fördelningsnycklar användas. Metoden visar på ett enkelt sätt vad som är lägsta tänkbara pris att sälja produkten för. Genom att använda bidragskalkylering är det lättare att arbeta med en flexibel prissättning.
Om ett företag har ledig kapacitet är en produkt lönsam att tillverka och sälja om täckningsbidraget är positivt. Gäller dock under ett kortare tidsperspektiv.
Ibland kan ett företag ha en så kallad "trång sektion". Det kan vara en begränsning i råvara, i en maskin, i speciell arbetskraft eller att helt enkelt avsättningsmarknaden är begränsad. När det gäller att beräkna vilken eller vilka produkter som ska tillverkas i den trånga sektorn gäller regeln att den eller de som ger högst totalt täckningsbidrag väljs.

## Stegkalkyl
Stegkalkyl, eller steganalys, är en vidareutveckling av bidragskalkylen. Ofta finns det särkostnader på olika nivåer inom ett företag. Vad som är samkostnad på en nivå kan vara en särkostnad på en annan. Steganalysen går igenom kostnaderna för varje nivå.
Olika företag delar in produktionen i olika nivåer, men i princip kan en steganalys se ut som nedan.
1. Produktenhet: TB 1 = Särintäkt - Särkostnad
2. Produktgrupp: TB 2 = TB 1 - Produktgruppens särkostnader
3. Produktprogram: TB 3 = TB 2 - Produktprogrammets särkostnader
4. Företaget: Driftsresultat = TB(n-1) - Övriga kostnader